# Qualificazioni alla Coppa delle nazioni africane 2021 - Gruppo C

## Classifica
| Squadra             | Pt | G | V | N | P | GF | GS | DR  |
| ------------------- | -- | - | - | - | - | -- | -- | --- |
| Ghana               | 13 | 6 | 4 | 1 | 1 | 9  | 3  | +6  |
| Sudan               | 12 | 6 | 4 | 0 | 2 | 9  | 3  | +6  |
| Sudafrica           | 10 | 6 | 3 | 1 | 2 | 8  | 7  | +1  |
| São Tomé e Príncipe | 0  | 6 | 0 | 0 | 6 | 3  | 16 | -13 |

## Risultati

### 1ª giornata
| Arbitro: | Ali Moussa |

|                                                  |           |  |
| Agab 7’ Hamid 44’ Diogo 62’ (aut.) Al Rashed 77’ | Marcatori |  |

| Arbitro: | Ghorbal |

|                      |           |  |
| Partey 36’ Kudus 80’ | Marcatori |  |

### 2ª giornata
| Arbitro: | Otogo-Castane |

|           |           |  |
| Phiri 45’ | Marcatori |  |

| Arbitro: | Nkounkou Mvoutou |

|  |           |                    |
|  | Marcatori | 50’ (rig.) J. Ayew |

### 3ª giornata
| Arbitro: | N'Diaye |

|               |           |  |
| Ayew 19’, 81’ | Marcatori |  |

| Arbitro: | Sibandze |

|                            |           |  |
| Tau 55’ (rig.) Zungu 90+1’ | Marcatori |  |

### 4ª giornata
| Arbitro: | Pwadutakam |

|                            |           |                             |
| Joazhfiel 12’ Harramiz 75’ | Marcatori | 39’, 87’ Zwane 70’, 88’ Tau |

| Arbitro: | Tessema Weyesa |

|                   |           |  |
| Abdelrahman 90+2’ | Marcatori |  |

### 5ª giornata
| Arbitro: | Younoussa |

|  |           |                           |
|  | Marcatori | 26’ Abdelrahman 53’ Terry |

| Arbitro: | Bondo |

|         |           |           |
| Tau 51’ | Marcatori | 49’ Kudus |

### 6ª giornata
| Arbitro: | Djama |

|                                       |           |             |
| Opoku 12’ J. Ayew 31’ (rig.) Baba 60’ | Marcatori | 83’ Iniesta |

| Arbitro: | Martins de Carvalho |

|                          |           |  |
| Terry 5’ Abdelrahman 32’ | Marcatori |  |